# Canton de Sainte-Menehould
Le canton de Sainte-Menehould est un ancien canton français situé dans le département de la Marne et la région Champagne-Ardenne.

## Géographie
Ce canton était organisé autour de Sainte-Menehould dans l'arrondissement de Sainte-Menehould.

## Représentation

### Conseillers généraux de 1833 à 2015
| Période | Période          | Identité                                     | Étiquette             | Qualité |
| ------- | ---------------- | -------------------------------------------- | --------------------- | --- |
| 1833    | 1836 (décès)     | Claude Dommanget                             |                       | Avocat, avoué - Maire de Sainte-Menehould                                                                              |
| 1836    | 1842             | Nicolas Picart fils                          |                       | Juge d'instruction à Sainte-Menehould, conseiller d'arrondissement                                                     |
| 1842    | 1848             | Claude Antoine Auguste Josse-Cossus (?-1859) |                       | Ancien notaire, propriétaire à Auve                                                                                    |
| 1848    | 1867 (décès)     | Nicolas Picart fils                          |                       | Avoué, avocat, juge au Tribunal civil de Sainte-Menehould                                                              |
| 1867    | 1893 (décès)     | Camille-Henri Margaine                       | Républicain           | Militaire - Député (1876-1888) - Sénateur (1888-1893) Maire de Sainte-Menehould                                        |
| 1893    | 1904             | Alfred Autier                                | Rad.                  | Propriétaire, maire de Sainte-Menehould, conseiller d'arrondissement                                                   |
| 1904    | 1910             | Adrien Moulin                                | Républicain           | Notaire - Maire de Sainte-Menehould (1903-1912 et 1914-1915)                                                           |
| 1910    | 1922             | Albert Géraudel                              | Rad.                  | Propriétaire à Sainte-Menehould                                                                                        |
| 1922    | 1940             | Charles Pougnant                             | Rad.                  | Professeur Maire de Sainte-Menehould (?-1937)                                                                          |
|         |                  |                                              |                       | |
| 1945    | 1955             | André Noizet                                 | DVD puis RPF puis DVD | Agent d'assurances |
| 1955    | 1960 (décès)     | Henri Steffen (1881-1960)                    | SFIO                  | Bourrelier Premier adjoint au maire de Sainte-Menehould                                                                |
| 1960    | 1976 (démission) | Robert Lancelot                              | DVD                   | Professeur, chef d'entreprise Maire de Sainte-Menehould                                                                |
| 1977    | 1985             | Robert Gautier                               | PS                    | Professeur de mathématiques Maire de Sainte-Menehould                                                                  |
| 1985    | 2004             | Michel Lecourtier                            | RPR                   | Marchand de bestiaux Conseiller municipal de Sainte-Menehould Suppléant du député Bruno Bourg-Broc (1988-2002)         |
| 2004    | 2011             | Bertrand Courot                              | DVD                   | Délégué territorial de la CGPME Maire de Sainte-Menehould depuis 2001 Suppléant du député Bruno Bourg-Broc (2002-2007) |
| 2011    | 2015             | Olivier Aimont                               | SE                    | Ingénieur en aménagement du territoire Conseiller municipal de Sainte-Menehould                                        |

### Conseillers d'arrondissement (de 1833 à 1940)
Le canton de Sainte-Ménehould avait trois conseillers d'arrondissement.
| Période                                  | Période                | Identité                                               | Étiquette                             | Qualité |
| ---------------------------------------- | ---------------------- | ------------------------------------------------------ | ------------------------------------- | --- |
| 1833                                     | 1837 (décès)           | Nicolas Auguste Galichet ainé (1778-1837)              |                                       | Cultivateur à Dampierre-sur-Auve                                                                            |
| 1833                                     | 1848                   | Jean-Baptiste Claude Gilson                            |                                       | Juge de paix à Sainte-Menehould                                                                             |
| 1833                                     | 1836                   | Nicolas Picart fils                                    |                                       | Avoué à Sainte-Menehould                                                                                    |
| 1836                                     | 18..                   | Marie Antoine Alexandre Maucler-Constantin (1791-1878) |                                       | Maire de Sainte-Menehould                                                                                   |
| 1837                                     | 1845                   | Jean Baptiste Désiré Godart (1784-1847)                |                                       | Maire de Voilemont                                                                                          |
| 1845                                     | 1852                   | Eugène Boucher                                         |                                       | Maire de La Neuville-au-Pont                                                                                |
| 1848                                     | 1852                   | Augustin Louis Addenet (1814-1872)                     |                                       | Avocat puis Procureur de la République puis Procureur impérial, Sainte-Menehould                            |
| 1852                                     |                        | François-Alexandre Neveu-Fénaux (1813-1894)            |                                       | Marchand de drap, propriétaire à Sainte-Menehould                                                           |
| 1852                                     |                        | Paul François Chémery (1814-1880)                      |                                       | Propriétaire, maire de Moiremont                                                                            |
|                                          |                        |                                                        |                                       | |
| 1886                                     |                        | Adolphe Michel-Bession                                 | Républicain                           | Agriculteur, maire de Dommartin-la-Planchette                                                               |
| 1886                                     | 1894 (décès)           | Claude-Denis Noailles (1828-1894)                      |                                       | Ancien notaire à Sainte-Menehould, suppléant du juge de paix                                                |
| 1886                                     | 1887 (décès)           | Frédéric Joseph Nidart (1821-1887)                     |                                       | Médecin à Sainte-Menehould                                                                                  |
| 1887                                     | 1900 (décès)           | Alfred Chémery (1839-1900)                             | Républicain                           | Agriculteur à Moiremont                                                                                     |
|                                          |                        |                                                        |                                       | |
|                                          | 1894                   | Alfred Autier                                          | Rad.                                  | Propriétaire, maire de Sainte-Menehould                                                                     |
| 1895                                     | 1901                   | Léopold Brocq                                          |                                       | Pisciculteur, adjoint au maire de Sainte-Menehould                                                          |
| 1901                                     | 1907                   | Ernest Lallement                                       | Radical puis Républicain progressiste | Ingénieur, conseiller municipal de Sainte-Menehould                                                         |
| 1901                                     | 1907                   | M. Raulin                                              |                                       | Propriétaire à La Croix-en-Champagne                                                                        |
| 1907                                     | 1913                   | Edmond Chevallier                                      | Républicain progressiste              | Agriculteur, maire de Braux-Sainte-Cohière                                                                  |
| 1907                                     | 1913                   | Camille Jesson                                         | Républicain progressiste              | Maire de Valmy                                                                                              |
| 1907                                     | 1913                   | Nicolas Lavison-Gouilly                                | Républicain progressiste              | Arboriculteur, premier adjoint au maire de Sainte-Menehould                                                 |
| 1913                                     | 1919                   | Charles Georges de Chartongne                          | Radical                               | Agriculteur, maire de Valmy                                                                                 |
| 1913                                     | 1925                   | M. Simon                                               | Radical                               | Adjoint au maire de Sainte-Menehould                                                                        |
| 1919                                     | 1925                   | Adolphe Rayer-Petit                                    | Républicain progressiste              | Négociant, conseiller municipal de Florent                                                                  |
| 1919                                     | 1925                   | Fernand Chevallier                                     | Républicain progressiste              | Agriculteur, conseiller municipal de Braux-Saint-Remy                                                       |
| 1925                                     | 1931                   | Gustave Méry                                           | Rad.                                  | Cultivateur, maire de Châtrices                                                                             |
| 1925                                     | 1931                   | M. Bourgeois                                           | Rad.                                  | |
| 1925                                     | 1931                   | Maurice Fauquernot                                     | Rad.                                  | Cultivateur à Daucourt                                                                                      |
| 1931                                     | septembre 1936 (décès) | Léon Antoine                                           | ARD                                   | Marchand de bois, maire de Florent                                                                          |
| 1931                                     | 1937                   | Émile Noël                                             | ARD                                   | Adjoint au maire de Sainte-Menehould                                                                        |
| 1931                                     | 1940                   | Émile Prin                                             | ARD                                   | Agriculteur, maire de Braux-Saint-Remy                                                                      |
| novembre 1936                            | 1940                   | André Bocquillon                                       | ARD                                   | Garagiste à Sainte-Menehould                                                                                |
| 1940                                     |                        |                                                        |                                       | Les conseils d'arrondissement ont été suspendus par la loi du 12 octobre 1940 et n'ont jamais été réactivés |
| Les données manquantes sont à compléter. |                        |                                                        |                                       | |

## Composition
Le canton de Sainte-Menehould regroupait 27 communes et comptait 8 824 habitants (recensement de 1999 sans doubles comptes).
| Communes              | Population (2012) | Code postal | Code Insee |
| --------------------- | ----------------- | ----------- | ---------- |
| Argers                | 73                | 51800       | 51015      |
| Braux-Sainte-Cohière  | 71                | 51800       | 51082      |
| Braux-Saint-Remy      | 74                | 51800       | 51083      |
| La Chapelle-Felcourt  | 73                | 51800       | 51126      |
| Châtrices             | 39                | 51800       | 51138      |
| Chaudefontaine        | 312               | 51800       | 51139      |
| Courtémont            | 64                | 51800       | 51191      |
| La Croix-en-Champagne | 79                | 51600       | 51197      |
| Dommartin-Dampierre   | 70                | 51800       | 51211      |
| Dommartin-sous-Hans   | 55                | 51800       | 51213      |
| Élise-Daucourt        | 104               | 51800       | 51228      |
| Florent-en-Argonne    | 235               | 51800       | 51253      |
| Gizaucourt            | 110               | 51800       | 51274      |
| Hans                  | 133               | 51800       | 51283      |
| Laval-sur-Tourbe      | 53                | 51600       | 51317      |
| Maffrécourt           | 57                | 51800       | 51336      |
| Moiremont             | 200               | 51800       | 51370      |
| La Neuville-au-Pont   | 580               | 51800       | 51399      |
| Passavant-en-Argonne  | 188               | 51800       | 51424      |
| Saint-Jean-sur-Tourbe | 109               | 51600       | 51491      |
| Sainte-Menehould      | 4 979             | 51800       | 51507      |
| Somme-Bionne          | 54                | 51800       | 51543      |
| Somme-Tourbe          | 149               | 51600       | 51547      |
| Valmy                 | 284               | 51800       | 51588      |
| Verrières             | 401               | 51800       | 51610      |
| Villers-en-Argonne    | 234               | 51800       | 51632      |
| Voilemont             | 44                | 51800       | 51650      |

## Démographie
| 1962  | 1968  | 1975  | 1982  | 1990  | 1999  | 2009 |
| ----- | ----- | ----- | ----- | ----- | ----- | ---- |
| 8 000 | 9 722 | 9 710 | 9 468 | 9 156 | 8 824 | -    |